# Yunan

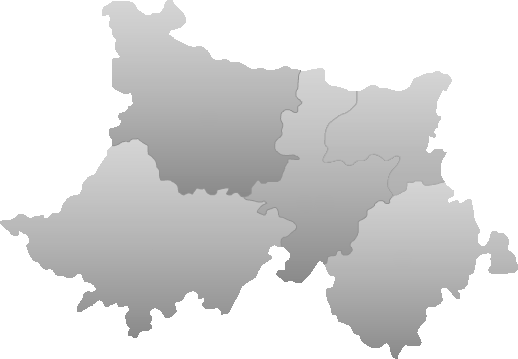
Lage des Kreises Yunan im Gebiet der bezirksfreien Stadt Yunfu

Der Kreis Yunan (郁南县,  Yùnán Xiàn) ist ein Kreis in der chinesischen Provinz Guangdong. Er gehört zum Verwaltungsgebiet der bezirksfreien Stadt Yunfu. Yunan hat eine Fläche von 1.966 km² und zählt 371.661 Einwohner (Stand: Zensus 2020). Sein Hauptort ist die Großgemeinde Ducheng (都城镇).